# Die Abenteuer des Tom Bombadil
Die Abenteuer des Tom Bombadil und andere Gedichte aus dem Roten Buch (englischer Originaltitel: The Adventures of Tom Bombadil and Other Verses from the Red Book) ist eine 1962 erschienene Sammlung von Gedichten J. R. R. Tolkiens. Das Buch umfasst 16 Gedichte, von denen sich allerdings nur zwei direkt mit Tom Bombadil befassen, einer Figur, die durch ihre Begegnung mit Frodo Beutlin in Der Herr der Ringe bekannt wurde. Die übrigen Gedichte sind eine Auswahl von Tierversen und sagenhafter Lyrik. Zwei der Gedichte erscheinen auch im Herrn der Ringe. Die Gedichte sind ein Teil von Tolkiens Fantasywelt und gelten als kanonisch unter Tolkienisten.

## Hintergrund
Der Band enthält The Sea-Bell, mit dem Untertitel Frodos Dreme, das von W. H. Auden als Tolkiens bestes Gedicht überhaupt gelobt wurde. Es ist ein metrisch und rhythmisch komplexes Stück, das die Reise zu einer fernen Insel jenseits des Meeres erzählt. Angelehnt an die Lyrik mittelalterlicher Traumvisionen ist dieses Gedicht ausgesprochen melancholisch mit einem Ende, das von Entfremdung und Ernüchterung erzählt.
Das Buch wurde ursprünglich von Pauline Baynes und später von Roger Garland illustriert. Wie auch die erste Ausgabe des Bandes Die Gefährten aus Der Herr der Ringe präsentiert es sich dem Leser als eigene Übersetzung des Roten Buches der Westmark und enthält Hintergrundinformationen zur fiktiven Welt Mittelerde, die sonst nirgends zu finden sind: So beispielsweise den Namen des Turmes in Dol Amroth und die Namen der sieben Flüsse von Gondor. Zudem liefert es einen fiktiven „Hintergrund“ zu den enthaltenen Gedichten, indem es sie als Hobbitfolklore und -literatur ausgibt und ihre „Verfasser“ nennt (so stammen einige angeblich von Samweis Gamdschie).
Das Buch ist auch insofern bemerkenswert, als es den Buchstaben „K“ anstelle von „C“ benutzt, um den Laut /k/ in Tolkiens Kunstsprache Sindarin auszudrücken, eine Schreibweise, die Tolkien in seinen Schriften wiederholt änderte.

## Inhalt
1. Die Abenteuer des Tom Bombadil: (The Adventures of Tom Bombadil) ist eine kleine in Versform verfasste Erzählung über Tom Bombadil. Im ersten Teil der Abenteuer wird erzählt, wie Tom baden geht. Er saß am Flüsschen Weidenwinde und schaute den Bienen und Schmetterlingen zu, wobei sein langer Bart ins Wasser hing. Das blieb nicht unbemerkt und die Wassernymphe Goldbeere, die Tochter der Wasserfrau, neckte ihn, so dass er ins Wasser sprang, um sie zu suchen. Auch der aus dem Herrn der Ringe bekannte Alte Weidenmann kommt in diesem Gedicht vor, denn er versucht Tom einzusperren, als dieser das Wasser verlassen hat. Aber Tom hat Macht über die Kreaturen des Alten Waldes, daher kann weder der Baum noch die Familie Dachs oder der Grabunhold ihm etwas anhaben. Doch eines Tages fing er schließlich Goldbeere ein und brachte sie zu sich nach Haus, wo sie ihn schließlich heiratete.
2. Tom geht rudern: (Bombadil Goes Boating) berichtet von seiner Reise nach Mithe im Auenland, wo er seinen guten Freund Bauer Maggot, einen Hobbit, besuchen möchte. Tom besteigt sein Boot und rudert die Weidenwinde herunter, wobei er einige Tiere trifft, einen Eisvogel, einen Otter und einen Schwan, die ihn versuchen zu necken. In Heuende, wo die Weidenwinde in den Brandywine mündet, trifft er auf einige Hobbits, die ihn aber nicht mit der Fähre übersetzen wollen. Als er Mithe erreicht, trifft er auf Maggot, der ihn mit zu sich nach Hause nimmt, wo sie einen fröhlichen Abend verbringen. Vor Tagesanbruch ist Tom verschwunden und hat sich unbemerkt zu Fuß auf den Heimweg gemacht. Die Tiere, die er tags zuvor getroffen hatte, bringen ihm schließlich sein Boot wieder den Fluss hinauf, doch vergessen sie die Ruderblätter.
3. Irrfahrt: (Errantry) ist ein kurzer Bericht über die Reise eines Seefahrers, der auszog, um eine Braut zu finden, die aber nichts von ihm wissen will. Daher zieht er weiter zu Eroberungen und Krieg, erbeutet eine goldene Honigwabe und kehrt wieder Heim. Aber da er ein echter Seemann ist, zieht es ihn wieder hinaus aufs Meer zu neuen Abenteuern.
4. Prinzessin Ich-Mi: (Princess Mee) ist eine kleine Elfe, die des Nachts wie schwebend über einem stillen See einen Tanz aufführt, dabei sieht sie zufällig ihr Spiegelbild im klaren Wasser unter sich. Sie wundert sich, warum diese andere Prinzessin, die ihr doch so ähnelt, wohl verkehrt herum mit den Füßen nach oben hängt. Und sie tanzt weiter und ihr Spiegelbild ebenfalls.
5. Der Mann im Mond trank gutes Bier: (The Man in the Moon Stayed Up Too Late) ist ein eher kurioses Gedicht, in dem der Mondmann zum Biertrinken auf die Erde herunterkommt. Er trifft in einem Inn (ein Lokal) auf eine Katze, die auf der Fiedel spielt, dazu noch einen Hund, der gern Witze mag, und eine tanzende Kuh. Sie machen die ganze Nacht durch, so dass sich am Morgen die Sonne wundert, dass jetzt alle schlafen gehen.
6. Der Mann im Mond kam viel zu früh: (The Man in the Moon Came Down Too Soon) handelt vom Mann im Mond, der sich nach gutem Essen und Farben sehnt, besonders nach dem Rot des Fleisches oder des Weines. Er wird von Fischern aus dem Meer gezogen und in den Ort gebracht. Aber auch gegen gute Bezahlung bekommt er am Ende nur Haferbrei, denn bis zum Weihnachtsfest ist es noch lange hin.
7. Der Steintroll: (The Stone Troll) erzählt von der Begegnung eines Menschen mit einem Troll. Der Mann Tom kommt zu dem Troll, der gerade an einem alten Knochen nagt, und fragt ihn, ob das etwa das Bein seines Onkels Tim gewesen sei. Also streiten sie sich um den Knochen, bis der Troll denkt, er könne lieber an Tom nagen und ihn fangen will. Doch der schlüpft schnell hinter ihn und versetzt ihm einen Tritt. Doch hatte Tom nicht bedacht, wie hart so ein Steintroll ist, so dass sein Fuß für immer lahm bleibt. Der Steintroll ist in ähnlicher Form im Buch Der Herr der Ringe enthalten.
8. Luftikus: (Perry-the-Winkle) ist ebenfalls ein Trollgedicht. Doch dieser Troll ist sehr einsam und wünscht sich Gesellschaft. Also besucht er die kleine Ortschaft Delving. Als er die alte Frau Bunce anspricht, schreit diese und flüchtet. Sogar die Tiere in den Ställen werden wild vor Furcht, so dass der Troll sich schließlich am Tor niedersetzt und weint. Dort findet ihn Perry und er spricht ihn an. Der Troll ist froh endlich einen Freund gefunden zu haben. Er lädt Perry zu sich ein, gibt ihm gute Speisen und lehrt ihn das Backen. Nun werden die anderen Bewohner neidisch und wollen auch die Speisen des Trolls kosten. Der aber jagt sie davon. Perry wird ein erstklassiger Bäcker und so fett, dass seine Weste platzt, doch erreicht er nie die erlesene Backkunst des Trolls.
9. Die Muhlipps: (The Mewlips) scheinen Moorbewohner zu sein, sie hausen hinter den Totensümpfen in kalten, klammen Höhlen und zählen dort ihr Gold. Sie lauern einsamen Wanderern auf und verspeisen diese.
10. Olifant: (Oliphaunt). Dieses Gedicht kommt auch im Herrn der Ringe vor. Es erzählt vom Aussehen und der Eigenart der großen Elefanten in Mittelerde, die den Haradrim als Last- und Transporttiere dienten.
11. Fastitokalon: (Fastitocalon) erzählt von einem riesigen Meeresungeheuer, das wie eine unbewohnte Insel auszusehen scheint. Wenn man aber an ihm festmacht und ihn besteigt, so taucht er plötzlich unter und die Eindringlinge ertrinken. Es ist als Warnung für die Seefahrer gedacht, nicht an fremden Gestaden zu landen.
12. Katze: (Cat), berichtet von einer fetten Katze, die als Haustier nicht mehr jagen gehen muss, aber nie vergisst, dass sie im Grunde ihres Herzen ein Löwe ist.
13. Schattenbraut: (Shadow-Bride) ist sehr kurz und handelt von einem Mann, der geduldig wie ein Stein wartet, bis eine schöne Frau zu ihm kommt und ihn erlöst. Von da an gehen sie gemeinsam und werfen nur noch einmal im Jahr einen einzelnen Schatten.
14. Der Hort: (The Hoard) ist ein Gedicht, das von der Macht und der Anziehung von Gold und Silber, die diese Metalle auf die unterschiedlichen Wesen von Mittelerde ausüben handelt. Es beginnt mit den Göttern, die es reichlich über der Erde ausstreuen. Dann erzählt es von den Elben, die es zu kunstvollen Schmuckstücken verarbeiten, aber der Schatten kommt über ihr Reich und sie vergehen. Ein Zwerg sammelt alles Gold ein und fügt noch Edelsteine und Juwelen hinzu und bewacht es, bis er selbst zu Staub zerfällt, als ein junger Drache in seine Höhle eindringt. Auch der Drache, obwohl er lange auf diesem Hort sitzt, verliert ihn am Ende, denn ein Mensch mit seinem scharfen Schwert streckt ihn nieder. Und dieser wird zu einem alten König, doch sein Reich zerfällt und wird von Feinden überrollt. Und vergessen liegt in einem dunklen Schacht nun das Gold der Elben von einst, bis diese erneut erwachen.
15. Der Muschelklang: (The Sea-Bell) ist in der Ich-Form verfasst. Der Erzähler hört den verlockenden Glockenton einer Muschel und ein Boot taucht am Ufer auf, so dass er es ohne Bedenken besteigt und sich forttragen lässt zu einem fernen Gestade. Er besetzt es und erklärt sich zum König, aber dort ist außer ihm niemand. Er verweilt und vereinsamt, bis er endlich wieder aufbricht. Doch als er zurückkehrt, sind die Häuser verlassen und die Straßen verwaist. Niemals mehr sehnt er sich nach dem Meer.
16. Das letzte Schiff: (The Last Ship) geht in eine ähnliche Richtung, denn es erzählt von Firiël, einer sterblichen Frau, die am Morgen fröhlich an das Flussufer hinunter geht. Sie verweilt dort, bis sie plötzlich einen lieblichen Gesang vernimmt. Das Feenvolk aus dem Elbenland fährt langsam mit seinem letzten Schiff an ihr vorbei. Sie fragt, wohin sie wohl fahren, und die Elben antworten, dass sie Mittelerde für immer verlassen und ob sie sie nicht begleiten möchte, denn ein Platz sei an Bord noch frei. Kurz überlegt sie, aber dann sagt sie, dass sie bleiben muss, weil sie eine irdische Maid sei. Alles was von den Elben blieb ist eine unstillbare Sehnsucht, als ihr Lied verklungen war.

## Ausgaben
Es existieren unterschiedliche Ausgaben dieses Gedichtbandes. Die Erstveröffentlichung erfolgte 1962 bei Allen & Unwin, eine zweite Ausgabe erschien 1963 bei Houghton Mifflin. Die deutsche Übersetzung von Ebba-Margareta von Freymann erschien im Klett-Cotta Verlag.
- J. R. R. Tolkien: The Adventures of Tom Bombadil. Allen & Unwin, London 1962 (ae-lib.org.ua).
- J. R. R. Tolkien: Die Abenteuer des Tom Bombadil und andere Gedichte aus dem Roten Buch. Klett-Cotta Verlag, Stuttgart 1984, ISBN 3-608-95009-5.